# Schöneberg (Altenkirchen)
Schöneberg è un comune di 420 abitanti della Renania-Palatinato, in Germania.
Appartiene al circondario di Altenkirchen (Westerwald) ed è parte della Verbandsgemeinde Altenkirchen (Westerwald).